# Shadow of a Man
"Shadow of a Man" é uma canção da cantora e compositora norte-americana Lady Gaga, presente em seu oitavo álbum de estúdio, Mayhem (2025). Foi coescrito e produzido por Gaga, Andrew Watt e Cirkut.

## Antecedentes e composição
Em março de 2024, Gaga adiantou que estava "escrevendo algumas das melhores canções que posso recordar" e revelou que seu próximo álbum havia começado a tomar forma em 2022, enquanto se encontrava em sua turnê The Chromatica Ball. Em maio de 2024, HBO Max publicou o especial televisivo Gaga Chromatica Ball, onde ao final foi mostrado um teaser de uma faixa inédita da cantora, que resultou ser "Shadow of a Man", e a mensagem "LG7. Gaga Returns" (traduzível como "LG7. Gaga retorna").
Musicalmente, "Shadow of a Man" combina electropop com influências da música disco, utilizando sintetizadores brilhantes e uma estrutura de produção inspirada na década de 80. Segundo a Billboard, a canção é uma crítica à misoginia na indústria do entretenimento e ao duplo padrão que as mulheres enfrentam no âmbito artístico. Gaga canta sobre as expectativas desproporcionais que recaem sobre as artistas femininas, contrastadas com a facilidade com que os homens podem manter seu status sem questionamentos.

## Recepção

### Comentários da crítica
"Shadow of a Man" foi descrita como "uma declaração desafiadora" por David Cobbald do The Line of Best Fit, enquanto Stephen Daw da Billboard destacou sua energia frenética e sua "produção deslumbrante". Alexis Petridis do The Guardian a comparou com a era disco de artistas como Madonna e Kylie Minogue, ressaltando o uso de guitarras funky e "um ritmo envolvente". Por sua vez, Mary Siroky da Consequence declarou que "Shadow of a Man" é "o destaque do álbum e uma das melhores canções de sua carreira". Neil Z. Yeung do AllMusic descreveu a canção como "um hino pop fluido e sem esforço", destacando-a como parte de "a faceta mais acessível do álbum".

## Links externos
- Página oficial de Lady Gaga (em inglês).